# Nowa Łypiwka
Nowa Łypiwka (ukr. Нова Липівка) – wieś na Ukrainie, w obwodzie iwanofrankiwskim, w rejonie tyśmienickim, nad rzeką Rokitną. W 2001 roku liczyła 71 mieszkańców.
Miejscowość została założona w 1838 roku jako niemiecka kolonia ewangelicka i nosiła nazwę Sitauerówka.
W II Rzeczypospolitej tereny te należały do gminy wiejskiej Markowce w powiecie tłumackim, w województwie stanisławowskim. 24 maja 1939 roku zmieniono nazwę Sitauerówka na Lackie Nowe. W 1946 roku ustalono nową nazwę – Nowa Łypiwka.
Znajduje się tu zrujnowany kościół ewangelicki.